# Hamataliwa triangularis
Hamataliwa triangularis är en spindelart som först beskrevs av Kraus 1955.  Hamataliwa triangularis ingår i släktet Hamataliwa och familjen lospindlar. Inga underarter finns listade i Catalogue of Life.